# Ода Саксонска
Ода Саксонска (Oda, * 875/880; † 2 юли сл. 952) от династията Лиудолфинги е кралица на Лотарингия.
Тя е дъщеря на Отон I Сиятелния († 912 г., херцог на Саксония) и Хадвига Бабенбег († 903), дъщеря на princeps militiae, херцог Хайнрих, прапраправнучка на Карл Велики. Ода е по-малка сестра на император Хайнрих I Птицелов (* 876; † 936).
Ода се омъжва на 27 март или 13 юни 897 г. за Цвентиболд (* 870/871; † 900), през 895 – 900 г. крал на Лотарингия от рода на Каролингите. Той е първият, но извънбрачен син на император Арнулф Каринтийски. Двамата нямат деца. Цвентиболд е убит на 13 август 900 г. в битка против графовете Герхард, Матфрид и Стефан от род Матфриди.
След 13 август 900 г. тя се омъжва за Герхард I от Мец († 22 юни 910), граф на Мец от род Матфриди, който победил съпруга ѝ. Двамата имат четири деца:
- Вигфрид (* 900; † 9 юли 953), архиепископ на Кьолн (924 – 953)
- Ода (Уда) († сл. 18 май 963), омъжва се за граф Гозело († 19 април 942), граф на Ардененгау (Вигерихиди)
- дъщеря
- Готфрид от Юлих (* 905; † 1 юни сл. 949), пфалцграф на Лотарингия, женен за Ерментруда (* 908/909), дъщеря на Шарл III (Франция)